# Callopora canui
Callopora canui är en mossdjursart som beskrevs av Lars Silén 1941. Callopora canui ingår i släktet Callopora och familjen Calloporidae. Inga underarter finns listade i Catalogue of Life.